# Горња Битиња
Горња Битиња (алб. Bitia e Epërme) је насеље у општини Штрпце на Косову и Метохији. Атар насеља се налази на територији катастарске општине Горња Битиња површине 934 ha.

## Историја
Село се први пут помиње у отоманском попису уз 1455. године као велико насеље са 47 српских кућа и два сеоска попа. У селу се налазила стара црква посвећена Светом Ђорђу. Према очуваном делу записа у апсиди, ктиторка је била извесна Јелена. У поду цркве су остале две мермерне плоче са клесаним орнаментима и краћим записом, које подсећају на плоче мозаичког пода цркве краља Милутина у Хиландару. На остацима ове цркве је 1920. године изграђен нови храм. У цркви Светог Ђорђа је највероватније било сачувано познато Призренско јеванђеље на пергаменту из XIII века са 36 минијатура. Народна библиотека у Београду је откупила ово јеванђеље од скопског антиквара Хаџи Јордана, који га је пронашао. Приликом немачког бомбардовања Београда 6. априла 1941. године, јеванђеље је изгорело у великом пожару.
У месту се налази стара камена плоча из XIV века у коју је касније (1592) уклесан натпис.
Иван Јастребов о овом селу пише да је цело насељено Арнаутима изузев једне махале по називу Поповци, која је ближа селу Доња Битиња. Ту су од памтивека живели попови за целу Сиринићку жупу. Јастребов је затекао живог попа Уроша, стогодишњег старца који му се хвалио да је, иако неписмен, умео у Сиринићу да подржи православље и био је задовољан што тада у Сиринићу има и других попова. У арнаутском делу села, недалеко од села, на брду с десне стране пута према северу за село Сушиће, видела се црква Св. Ђорђа која тада још није сасвим пропала. Цитира и натпис из цркве. Недалеко од цркве је камени натпис из којег се види да је овде црква имала свој млин, њиву и ливаду крајем 16. столећа (7100. - 1592. г.)).

## Порекло становништва по родовима
Подаци из 1938
Српски родови:
- Симановци (6 кућа, св. Тома), досељени средином XVIII века од Гусиња у Црној Гори.
- Поповићи (18 кућа, св. Димитрије). Старином су из Црне Горе, одакле су се иселили у Метохију у село Мушутиште, па су се одатле, крајем XVIII века, преселили у сиринићко село Беревце. Неки су остали тамо, а неки се одмах преселили у Горњу Битињу.

Албански родови:
- Качики (18 кућа), досељени из северне Албаније, из фиса Сопа, у другој половини XVIII века.
- Матош (9 кућа), пресељени око 1830. године из села Коштањева, припадају фису Сопа. Старином су из северне Албаније.

## Демографија
| Година       | 1948 | 1953 | 1961 | 1971 | 1981 | 1991 | 2011 |
| ------------ | ---- | ---- | ---- | ---- | ---- | ---- | ---- |
| Становништво | 484  | 525  | 522  | 550  | 568  | 602  | 329  |

|  |